# Remo nos Jogos Asiáticos de 2022
O remo nos Jogos Asiáticos de 2022 foi realizado no Fuyang Water Sports Centre, na cidade Hangzhou, na China, entre os dias 20 e 25 de setembro de 2023.

## Cronograma
| E | Eliminatórias | R | Repescagem | S | Semifinais | F | Finais |

| Evento↓/Data →                  | 20º Qua | 21º Qui | 22º Sex | 23º Sáb | 24º Dom | 25º Seg |
| ------------------------------- | ------- | ------- | ------- | ------- | ------- | ------- |
| Skiff simples masculino         | E       | R       | S       |         |         | F       |
| Skiff duplo masculino           | E       | R       |         |         | F       |         |
| Skiff quádruplo masculino       | E       | R       |         |         |         | F       |
| Dois sem masculino              | E       |         |         |         | F       |         |
| Quatro sem masculino            | E       | R       |         |         |         | F       |
| Oito com masculino              | E       |         |         |         | F       |         |
| Skiff duplo peso leve masculino | E       | R       |         |         | F       |         |
| Skiff simples feminino          | E       | R       | S       |         |         | F       |
| Skiff duplo feminino            | E       | R       |         |         | F       |         |
| Skiff quádruplo feminino        | E       |         |         |         |         | F       |
| Dois sem feminino               | E       |         |         |         | F       |         |
| Quatro sem feminino             | E       |         |         |         | F       |         |
| Oito com feminino               | E       |         |         |         |         | F       |
| Skiff duplo peso leve feminino  | E       | R       |         |         | F       |         |

## Eventos masculinos
| Evento                | Ouro | Prata | Bronze |
| --------------------- | --- | --- | --- |
| Skiff simples         | CHN China Zhang Liang                                                                                    | JPN Japão Ryuta Arakawa | HKG Hong Kong Chiu Hin Chun |
| Skiff duplo           | CHN China Liu Zhiyu Zhang Liang                                                                          | UZB Uzbequistão Shakhboz Kholmurzaev Mekhrojbek Mamatkulov                                                                      | INA Indonésia Ihram Memo |
| Skiff quádruplo       | CHN China Han Wei Yi Xudi Zang Ha Adilijiang Sulitan                                                     | UZB Uzbequistão Shakhzod Nurmatov Shakhboz Kholmurzaev Mekhrojbek Mamatkulov Sobirjon Safaroliev                                | IND Índia Satnam Singh Parminder Singh Jakar Khan Sukhmeet Singh |
| Dois sem              | HKG Hong Kong Lam San Tung Wong Wai Chun                                                                 | UZB Uzbequistão Shekhroz Hakimov Dilshodjon Khudoyberdiev                                                                       | IND Índia Babu Lal Yadav Lekh Ram |
| Quatro sem            | UZB Uzbequistão Shekhroz Hakimov Dilshodjon Khudoyberdiev Davrjon Davronov Alisher Turdiev               | CHN China Li Wenlei Chen Xianfeng Xu Qiao Cai Pengpeng                                                                          | IND Índia Jaswinder Singh Bheem Singh Punit Kumar Ashish |
| Oito com              | CHN China Li Wenlei Chen Xianfeng Xu Qiao Lü Li Ji Gaoxing Cai Pengpeng Ni Xulin Nie Yide Liang Weixiong | IND Índia Neeraj Naresh Kalwaniya Neetish Kumar Charanjeet Singh Jaswinder Singh Bheem Singh Punit Kumar Ashish Dhananjay Pande | INA Indonésia Rifqi Harits Taufiqurahman Kakan Kusmana Sulpianto Rendi Setia Maulana Asuhan Pattiha Ferdiansyah Denri Maulidzar Al-Ghiffari Ardi Isadi Ujang Hasbulloh |
| Skiff duplo peso leve | CHN China Fan Junjie Sun Man                                                                             | IND Índia Arjun Lal Jat Arvind Singh                                                                                            | UZB Uzbequistão Shakhzod Nurmatov Sobirjon Safaroliev |

## Eventos femininos
| Evento                | Ouro | Prata | Bronze |
| --------------------- | --- | --- | --- |
| Skiff simples         | UZB Uzbequistão Anna Prakaten                                                                                    | CHN China Liu Ruiqi | JPN Japão Shiho Yonekawa |
| Skiff duplo           | CHN China Lu Shiyu Shen Shuangmei                                                                                | IRI Irã Mahsa Javar Zeinab Norouzi | THA Tailândia Nuntida Krajangjam Parisa Chaempudsa                                                                                     |
| Skiff quádruplo       | CHN China Chen Yunxia Zhang Ling Lü Yang Cui Xiaotong                                                            | IRI Irã Fatemeh Mojallal Nazanin Malaei Mahsa Javar Zeinab Norouzi                                                                       | VIE Vietnã Lường Thị Thảo Bùi Thị Thu Hiền Nguyễn Thị Giang Phạm Thị Thảo                                                              |
| Dois sem              | CHN China Wang Tingting Zhang Xuan                                                                               | HKG Hong Kong Cheung Hoi Lam Leung King Wan                                                                                              | KOR Coreia do Sul Kim Ha-yeong Lee Soo-bin                                                                                             |
| Quatro sem            | CHN China Zhang Shuxian Liu Xiaoxin Wang Zifeng Xu Xingye                                                        | JPN Japão Sahoko Kinota Akiho Takano Haruna Sakakibara Sayaka Chujo                                                                      | VIE Vietnã Phạm Thị Huệ Đinh Thị Hảo Hà Thị Vui Dư Thị Bông                                                                            |
| Oito com              | CHN China Zhang Shuxian Yu Siyuan Bao Lijun Dong Xiya Zhang Hairong Liu Xiaoxin Wang Zifeng Xu Xingye Xu Xiaohan | JPN Japão Emi Hirouchi Urara Kakishima Chiaki Tomita Akiho Takano Haruna Sakakibara Sahoko Kinota Shiho Yonekawa Sayaka Chujo Saki Senda | VIE Vietnã Hồ Thị Lý Trần Thị Kiệt Phạm Thị Ngọc Anh Lê Thị Hiền Hà Thị Vui Đinh Thị Hảo Phạm Thị Huệ Dư Thị Bông Nguyễn Lâm Kiều Diễm |
| Skiff duplo peso leve | CHN China Zou Jiaqi Qiu Xiuping                                                                                  | UZB Uzbequistão Luizakhon Islomova Malika Tagmatova                                                                                      | INA Indonésia Chelsea Corputty Mutiara Rahma Putri                                                                                     |

## Quadro de medalhas
| Pos.                | País                | Ouro | Prata | Bronze | Total |
| ------------------- | ------------------- | ---- | ----- | ------ | ----- |
| 1                   | China (CHN)         | 11   | 2     | 0      | 13    |
| 2                   | Uzbequistão (UZB)   | 2    | 4     | 1      | 7     |
| 3                   | Hong Kong (HKG)     | 1    | 1     | 1      | 3     |
| 4                   | Japão (JPN)         | 0    | 3     | 1      | 4     |
| 5                   | Índia (IND)         | 0    | 2     | 3      | 5     |
| 6                   | Irã (IRI)           | 0    | 2     | 0      | 2     |
| 7                   | Indonésia (INA)     | 0    | 0     | 3      | 3     |
| 7                   | Vietnã (VIE)        | 0    | 0     | 3      | 3     |
| 9                   | Coreia do Sul (KOR) | 0    | 0     | 1      | 1     |
| 9                   | Tailândia (THA)     | 0    | 0     | 1      | 1     |
| Total (10 entradas) | Total (10 entradas) | 14   | 14    | 14     | 42    |

## Países participantes
Um total de 251 atletas de vinte e um países competiram no remo nos Jogos Asiáticos de 2022:
- BRN Bahrein (3)
- CHN China (37)
- TPE Taipé Chinês (3)
- HKG Hong Kong (22)
- IND Índia (29)
- INA Indonésia (19)
- IRI Irã (7)
- IRQ Iraque (2)
- JPN Japão (18)
- KAZ Cazaquistão (9)
- KUW Kuwait (4)
- PAK Paquistão (4)
- PHI Filipinas (6)
- KSA Arábia Saudita (4)
- SGP Singapura (3)
- KOR Coreia do Sul (16)
- SRI Sri Lanka (4)
- THA Tailândia (24)
- UAE Emirados Árabes Unidos (1)
- UZB Uzbequistão (18)
- VIE Vietnã (18)